# Проспект Академика Сахарова (Екатеринбург)
Проспе́кт Акаде́мика Са́харова — проспект в Академическом районе Екатеринбурга. Идёт от улицы Рябинина до улицы Амундсена.

## История
Постановлением администрации Екатеринбурга от 23 ноября 2011 года о присвоении наименований новым улицам в Верх-Исетском и Ленинском районах Екатеринбурга вновь возникающий проспект стал называться проспектом Академика Сахарова в память о выдающемся физике и общественном деятеле Андрее Дмитриевиче Сахарове. Проспект включил в себя ранее расположенную здесь улицу Сахарова.
В октябре 2017 года началось строительство проспекта Сахарова в сторону улицы Амундсена. Строительство идёт в три этапа: Вильгельма де Геннина — Анатолия Мехренцева, Анатолия Мехренцева — Чкалова, Чкалова — Амундсена.
11 марта 2019 года участок проспекта от Вильгельма де Геннина до Амундсена был сдан в эксплуатацию.
В сентябре 2018 года началось проектирование участка проспекта Сахарова от улицы Рябинина до Суходольской улицы.
В мае 2025 года открыли участок проспекта от улицы Рябинина, переходящий в улицу Хрустальногорскую.

## Расположение и благоустройство
Проспект Академика Сахарова граничит и пересекается со следующими магистралями:
1. Улица Вильгельма де Геннина
2. Улица Рябинина
3. Улица Мехренцева
4. Улица Чкалова
5. Улица Амундсена

## Достопримечательности и застройка
Параллельно проспекту течёт река Патрушиха, а неподалёку от него, на правом берегу реки, в 2015 году открылся Храм во имя Святых божьих строителей Алексия, митрополита Московского, Иоасафа Белгородского и Афанасия Афонского.
На участке к востоку от улицы Вильгельма де Геннина идёт застройка будущего продолжения проспекта многоэтажными жилыми домами (кварталы № 1 и № 0 Академического района).  В 2023 году закончилось благоустройство проспекта на участке между улицами де Геннина и Рябинина и между улицами Анатолия Мехренцева и Амундсена.

## Транспорт
- Метро:

- Ближайшая к проспекту станция —  «Чкаловская» — в 5,8 км (по прямой) к северо-востоку от будущего начала проспекта, или в 6,4 км от места его пересечения с улицей Вильгельма де Геннина, до которой можно добраться на автобусных маршрутах № 42 и 54. В отдалённой перспективе в район проспекта может быть проведена 3-я линия Екатеринбургского метрополитена.

- Автобусы:

- Остановка «Павла Шаманова» (по улице Вильгельма Де Геннина): № 18, 42, 46, 54, 05, 012, 019, 070
- Остановка «Павла Шаманова» (по улице Рябинина): № 014, 016
- Остановка «Посёлок Светлореченский»: № 24, 48, 63, 64, 85,
- Остановка «Ледовый дворец»: № 24, 48, 63, 64, 85
- Остановка «Вильгельма де Геннина»
- Остановка «Преображенский парк»: № 18
- Остановка "Жилой комплекс «Аксиома»: № 18
- Остановка «Микрорайон Европейский»: № 18